# Сера до Навио
Сера до Навио (на португалски: Serra do Navio) е град – община в централната част на бразилския щат Амапа. Общината е част от икономико-статистическия микрорегион Макапа, мезорегион Южна Амапа. Населението на общината към 2010 г. е 4409 души, а територията е 7756.506 km² (0,57 д./km²).

## История
Общината е основана по силата на закон № 007/92 от 1 май 1992 г.
Градът първоначално е създаден като база за настаняване на служителите на ICOMI – Предприятие за индустрия и търговия на минерали, което подписва договор за добив на дървесината manganês amapaense за 50 години, т.е. до 2003. Въпреки това, ресурсите биват изразходвани преди определеното време, поради което предприятието напуска района.
През времето на администрацията на града от ICOMI, Сера до Навио е пример за организация и ефективност във всички аспекти. По това време града представлява най-големия частен проект в щата Амапа. На жителите не им се налага да излизат от града; дори медицинските услуги тогава са на по-високо равнище от предлаганите в столицата, Макапа.
След като предприятието напуска града, управлението минава в ръцете на префектурата (кметството).
Един любопитен факт, който може да обясни произхода на името е следният: според някои от жителите, реката преминаваща край града, ако бъде видяна от птичи поглед, има формата на лодка или малък плавателен съд (порт. navio).

## География
Според преброяването на населението, проведено от Бразилския институт по география и статистика, населението възлиза на 4409 жители, живеещи на територия от 7756.506 km², с което средната гъстота на населението е 0,57 д./km².
Граничи с общините Калсоени, Пракууба, и Ферейра Гомис на запад, с Педра Бранка до Амапари на юг и изток и с Ояпоки на север.
Фауната е сравнително богата. Тук е и единственото място в страната в което живее рядък вид колибри – топази (topazzi или brilho de fogo).

## Известни личности
- Фернанда Такай
- Флавия Фрейри